# Dolina Liptowskiej Anny
Dolina Liptowskiej Anny (słow. Svätoanenská dolina, Svätannenská dolina) – krótka, stroma dolina krasowa w Grupie Prosiecznego we wschodniej części Gór Choczańskich na Słowacji.
Dolina Liptowskiej Anny opada w kierunku południowym, ku Liptowowi. Należy do tych dolin Gór Choczańskich, które nie przecinają całego pasma w poprzek, po północne podnóża i sięga jedynie po grzbiet Grupy Prosiecznego. Zaczyna się na północ od wsi Liptovská Anna, na wysokości ok. 690 m. Ciągnie się w kierunku północnym na długości niespełna 2,8 km i zanika u stóp przełęczy Równe (słow. Sedlo Rovné, 1035 m). Rozdziela masywy Łomów (1278 m) i Czerenowej (1221 m) na wschodzie od masywów Prawnacza (1206 m.) i Heliasza (1186 m) na zachodzie. Zbocza w większości zalesione, częściowo skaliste lub pokryte piargami i rumowiskami.
Dolina w większości jest bezwodna. Woda spływa często żlebem spod Przetarganej Przełęczy między Heliaszem i Prawnaczem, jednak ginie wkrótce w podłożu. Potok pojawia się dopiero w dolnej części doliny, gdzie też znajduje się kilka mniejszych wywierzysk. Doliną wiedzie stroma i bardzo kamienista droga wozowa, prowadząca przez wspomnianą przełęcz Równe do wsi Malatiná.